# Oberes Tor (Mühlheim an der Donau)

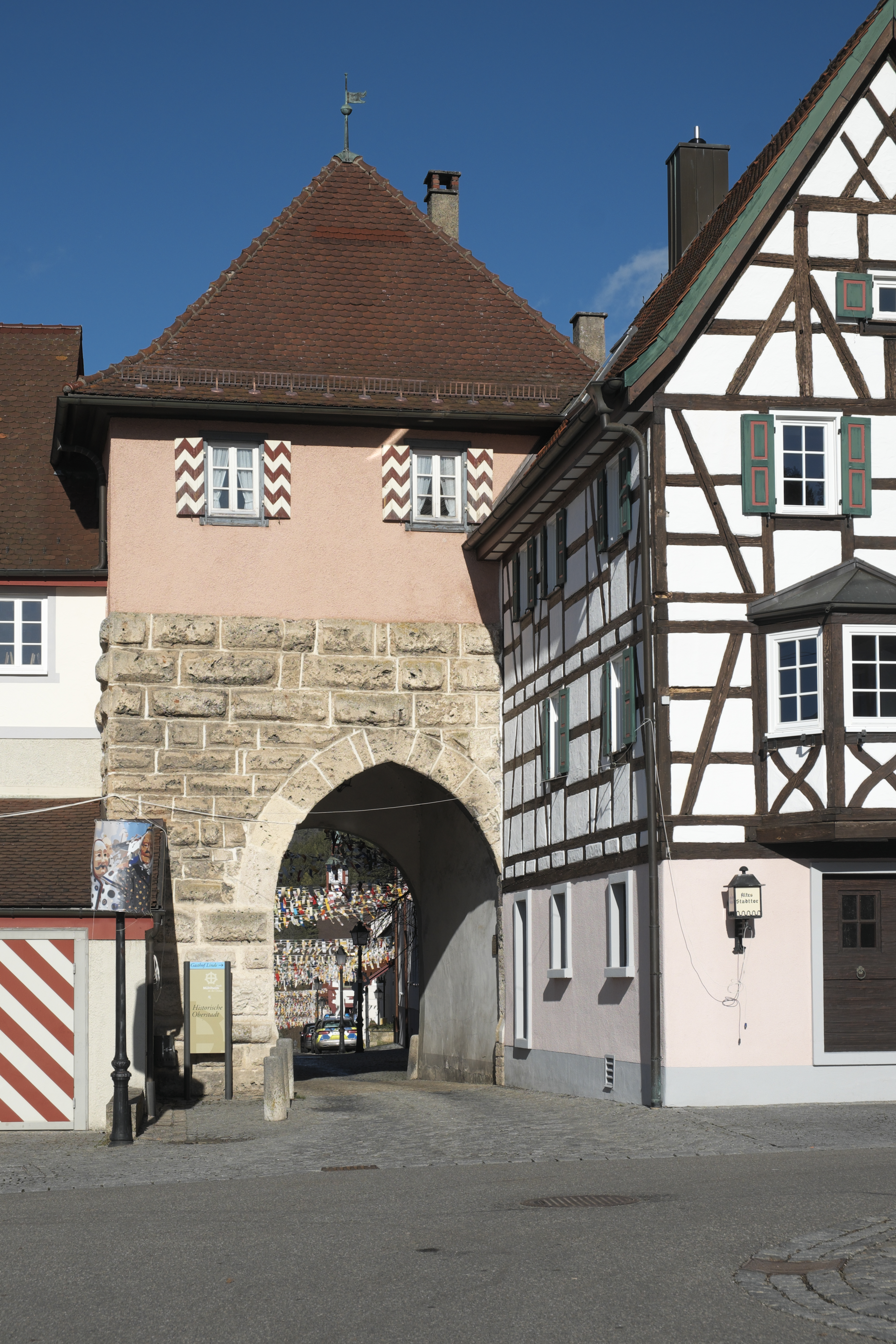
Oberes Tor in Mühlheim an der Donau (Feldseite)

Das Obere Tor in Mühlheim an der Donau, einer Stadt im Landkreis Tuttlingen in Baden-Württemberg, stammt aus der Erbauungszeit der Stadt um 1200. Urkundlich erwähnt wird es erstmals 1470. Das Obere Tor war ursprünglich eine Doppeltoranlage, bedingt durch die Zwingmauer und die Stadtmauer. Das Stadttor besaß eine Schlupftür, durch die bei geschlossenem Tor die Bewohner ein- und ausgelassen werden konnten. Der Torwächter wohnte im Torhaus über dem Stadttor. 
Das renovierte Stadttor mit Spitzbogen und Buckelsteinquadern ist ein geschütztes Kulturdenkmal.